# Rafiganj
Rafiganj è una città dell'India di 23.889 abitanti, situata nel distretto di Aurangabad, nello stato federato del Bihar. In base al numero di abitanti la città rientra nella classe III (da 20.000 a 49.999 persone).

## Geografia fisica
La città è situata a 24° 49' 0 N e 84° 39' 0 E e ha un'altitudine di 88 m s.l.m..

## Società

### Evoluzione demografica
Al censimento del 2001 la popolazione di Rafiganj assommava a 23.889 persone, delle quali 12.531 maschi e 11.358 femmine. I bambini di età inferiore o uguale ai sei anni assommavano a 4.517, dei quali 2.394 maschi e 2.123 femmine. Infine, coloro che erano in grado di saper almeno leggere e scrivere erano 11.607, dei quali 6.916 maschi e 4.691 femmine.